# تره‌ووس (پنسیلوانیا)
تره‌ووس (به انگلیسی: Trevose) یک منطقهٔ مسکونی در ایالات متحده آمریکا است که در شهرستان باکس، پنسیلوانیا واقع شده‌است. تره‌ووس ۳٬۵۵۰ نفر جمعیت دارد و ۳۹٫۰۱ متر بالاتر از سطح دریا واقع شده‌است.